# 天王寺 (宁德市)
天王寺，是位于中国福建省宁德市蕉城区蕉北街道天王岭路的一个清代古建筑，宁德县人民政府于1980年11月将其公布为首批县级文物保护单位。
天王寺占地面积约1700平方米，始建于五代后晋天福七年（942年），清朝乾隆二十四年（1759年）重建，1937年、1987年多次改扩建。现存4根五代时期的原构石柱。